# Tymoteusz Klupś
Tymoteusz Klupś (ur. 26 lutego 2000 w Poznaniu) – polski piłkarz, występujący na pozycji pomocnika w Lechu Poznań, Piaście Gliwice, Zagłębiu Sosnowiec i Unii Swarzędz. W sezonie 2017/2018 zadebiutował w Ekstraklasie meczem Lech Poznań – Pogoń Szczecin, mając niespełna 18 lat. Na tym poziomie rozegrał 32 mecze, zdobywając jedną bramkę (w sezonie 2018/2019 dla Lecha przeciwko swojemu przyszłemu klubowi Zagłębiu Sosnowiec).